# Puig dels Bufadors
El Puig dels Bufadors és una muntanya de 432 metres que es troba entre els municipis de Cadaqués i del Port de la Selva, a la comarca catalana de l'Alt Empordà.
Aquest cim està inclòs al llistat dels 100 cims de la FEEC